# WGN-TV
WGN-TV est une station de télévision américaine indépendante située à Chicago, Illinois appartenant à Nexstar Media Group et affiliée au réseau The CW. Elle distribue aussi des sous-canaux numériques affiliés.
WGN-TV a partagé son nom pour une chaîne spécialisée de niveau national, WGN America, devenu NewsNation en 2021.

## Historique
La chaîne a été lancée le 5 avril 1948 par le journal Chicago Tribune, ses lettres d'appel signifient World's Greatest Newspaper. Elle s'est affiliée aux réseaux CBS (jusqu'en février 1953) et DuMont, jusqu'à la fermeture du réseau en août 1956 où la station produisait des émissions originales pour le réseau. La station devient indépendante pour les deux prochaines décennies.
En octobre 1978, la station diffuse son signal via satellite, qui est repris par les câblodistributeurs du pays. En novembre 1993, WGN-TV est considéré comme affilié principal de Chicago pour le réseau The WB dès son lancement en janvier 1995, et son signal distribué via satellite rendant plus facile l'accès aux émissions du nouveau réseau, qui a dû cesser de diffuser la programmation du réseau en octobre 1999, le réseau comptant suffisamment d'affiliés au pays. WGN est devenu naturellement l'affilié du réseau The CW en septembre 2006 en signant un contrat de dix ans.
Le 23 mai 2016, WGN-TV annonce sa désaffiliation au réseau The CW au terme de son contrat le 1er septembre 2016 afin de devenir indépendante, ce qui lui donnera plus de flexibilité à diffuser des matchs des équipes sportives locales de Chicago. L'affiliation à The CW passe à la station WPWR-TV (en) appartenant à Fox Television Stations, alors affiliée à MyNetworkTV. En septembre 2019, l'affiliation au réseau The CW passe à la station WCIU-TV (en). Après l'expiration de leur contrat, l'affiliation revient à WGN-TV dès le 1er septembre 2024.

## Télévision numérique terrestre
| Canal virtuel | Image | Ratio | Programmation                            |
| ------------- | ----- | ----- | ---------------------------------------- |
| 9.1           | 1080i | 16:9  | Programmation principale WGN-TV / The CW |
| 9.2           | 480i  | 4:3   | Antenna TV                               |
| 9.3           | 480i  | 16:9  | Grit (en)                                |
| 9.4           | 480i  | 16:9  | Rewind TV (en)                           |
| 9.5           | 480i  | 16:9  | TBD (en)                                 |

Depuis février 2024, la station est diffusée dans le format ATSC 3.0 (en) via WBBM-TV (en), l'affilié CBS à Chicago.

## Canada
Au Canada, WGN-TV est distribué chez la plupart des distributeurs par câble et satellite au Canada dans le forfait des superstations ou à la carte. Elle est devenue disponible au Canada depuis novembre 1987 mais était conditionnelle, comme les autres superstations, à l'abonnement à un service de télévision payante telle que The Movie Network ou Movie Central.
C'est la chaîne WGN America, dont la programmation à l'époque était quasi-identique à WGN-TV, qui était distribuée au Canada jusqu'en janvier 2007, lorsque Shaw a changé de source pour WGN-TV. En janvier 2015, WGN America est retiré de la liste des chaînes autorisées au Canada à la demande de Tribune. WGN America deviendra NewsNation en 2019.